# Sinagoga de Yusefabad
La Sinagoga de Yusefabad (en persa: کنیسه یوسفآباد) és una de les sinagogues més grans de Teheran (Iran), al barri del mateix nom. El nom oficial de la sinagoga de Yusefabad és Sukat Shalom. L'edifici original que albergava la sinagoga es va completar a principis de 1950. Amb el creixement de la població jueva de la capital, especialment al barri de Yusefabad, es va decidir que un edifici nou era necessari. Amb l'ajuda dels líders locals de la comunitat encapçalats per Avraham Yusian, la construcció de la nova façana es va acabar a l'octubre de 1965. Les portes de la nova sinagoga es van obrir al públic en Roix ha-Xanà 5726 (calendari hebreu). El 8 de febrer de 2003, el president Muhammad Khatami va visitar la sinagoga, convertint-se així en el primer president de l'Iran a visitar una sinagoga des de la Revolució islàmica.